# Paradise Theatre
Paradise Theatre es el noveno álbum de estudio de Styx, producido por Styx y publicado por A&M Records en 1981.
Los ingenieros de grabación fueron Gary Loizzo y Rob Kingsland, asistidos por Will Rascati, en los estudios "Pumpkin", de Illinois.
Se trata de un álbum conceptual acerca del teatro "Paradise" construido en Chicago en 1928 y demolido en 1958,
el cual es utilizado como una metáfora sobre los Estados Unidos a fines de la década del '70.
El álbum incluye los sencillos "The Best of Times", "Too Much Time on My Hands" y "Rockin' the Paradise".
El disco llegó al puesto Nº 1 de Billboard en 1981.

## Canciones
1. "A.D. 1928" (Dennis DeYoung) - 1:07
2. "Rockin' the Paradise" (Dennis DeYoung/James Young/Tommy Shaw) - 3:35
3. "Too Much Time on My Hands" (Tommy Shaw) - 4:31
4. "Nothing Ever Goes as Planned" (Dennis DeYoung) - 4:46
5. "The Best of Times" (Dennis DeYoung) - 4:17
6. "Lonely People" (Dennis DeYoung) - 5:22
7. "She Cares" (Tommy Shaw) - 4:18
8. "Snowblind" (James Young/Dennis DeYoung) - 4:48
9. "Half-Penny, Two-Penny" (James Young/Ray Brandle) - 4:34
10. "A.D. 1958" (Dennis DeYoung) - 2:31
11. "State Street Sadie" (Dennis DeYoung) - 0:26

## Personal
- Dennis DeYoung = Teclados, voces y producción.

- Chuck Panozzo = Bajo, pedales de bajo y producción.

- John Panozzo = Batería, percusión y producción.

- Tommy Shaw = Guitarras, voces y producción.

- James Young = Guitarras, voces y producción.

- John Haynor = Bronces.

- Mark Ohlsen = Bronces.

- Bill Simpson = Bronces.

- Mike Halpin = Bronces.

- Dan Barber = Bronces.

- Steve Eisen = Solos de saxofón.

- Ed Tossing = Arreglos de sesión de bronces.

- Gary Loizzo = Ingeniero de grabación.

- Rob Kingsland = Ingeniero de grabación.

- Will Rascati = Ingeniero asistente de grabación.